# Лорот, Лоуренс
Лоуренс Лорот (англ. Lawrence Lorot, род. 15 мая 2005, Джинджа, Восточная область) — угандийский шоссейный велогонщик. 

## Карьера
Лоуренс Лорот начал заниматься велоспортом при поддержке благотворительной организации 1MoreChild, базирующейся в Джиндже. Также он тренировался в Кении в Велосипедной академии Элиуда Кипчоге, структуре, поддерживаемой велокомандой Ineos Grenadiers.
Неоднократно выступал на чемпионате мира и чемпионате Африки. В 2023 году второе место на чемпионате Африки в индивидуальной гонке U19.
В марте 2024 года принял участие в Африканских играх, летом стал чемпионам Уганды в групповой гонке среди элиты, а в октябре занял второе место на чемпионате Африки в индивидуальной гонке U23 уступив только своему своего соотечественнику Полу Ломурия. Помимо этого в мае и июне стартовал на нескольких нидерландских гонках национального уровня и одержал несколько побед на кенийских гонках национального уровня.
В 2025 году в рамках Африканского тура UCI стартовал на Туре Руанды.

## Достижения
2023
 Чемпионат Африки — индивидуальная гонка U19
2024
 Чемпионат Уганды — групповая гонка
Kaptagat Cycling Challenge
Tour de Machakos 
Генеральная классификация
1-й и 2-й этапы
 Чемпионат Африки — индивидуальная гонка U23

## Рейтинги
| Год                 | 2024   |
| ------------------- | ------ |
| Мировой рейтинг UCI | 1178-й |
| Африканский тур UCI | 88-й   |
|                     |        |
| Источник: UCI       |        |